# Cathédrale Saint-Cyriaque d'Ancône
La cathédrale Saint-Cyriaque (en italien Duomo di Ancona ou Basilica Cattedrale Metropolitana di San Ciriaco) est une église de style romano-byzantin du XIIe siècle située à Ancône, dans les Marches (Italie centrale) et dédiée à saint Cyriaque de Jérusalem. Cathédrale métropolitaine de l'archidiocèse d'Ancône-Osimo, elle a été élevée à la dignité de basilique mineure par le pape Pie XI en mai 1926.

## Histoire et architecture
La cathédrale Saint-Cyriaque fut consacrée en 1128, mais achevée seulement en 1189. Certains auteurs émettent l’idée que l’église initiale était en forme de croix latine et qu'elle aurait une origine plus ancienne, qu'ils font remonter au VIIIe siècle. Une restauration précoce est intervenue en 1234.
C’est un bel édifice roman en pierre grise, bâti en forme de croix grecque dominée par un dôme. La façade possède une porte gothique, attribuée à Giorgio da Como, qui possède la particularité d'avoir deux arches latérales.
L’intérieur, qui possède une crypte sous chaque transept a conservé dans l’ensemble son caractère initial. Il possède dix colonnes attribuées au bâtiment d’origine, un temple dédié à Vénus du IIIe siècle av. J.-C..
Le dôme est endommagé lors du bombardement d'Ancône par la marine austro-hongroise le 24 mai 1915.
La cathédrale a été restaurée avec soin au cours des années 1980.

## Galerie

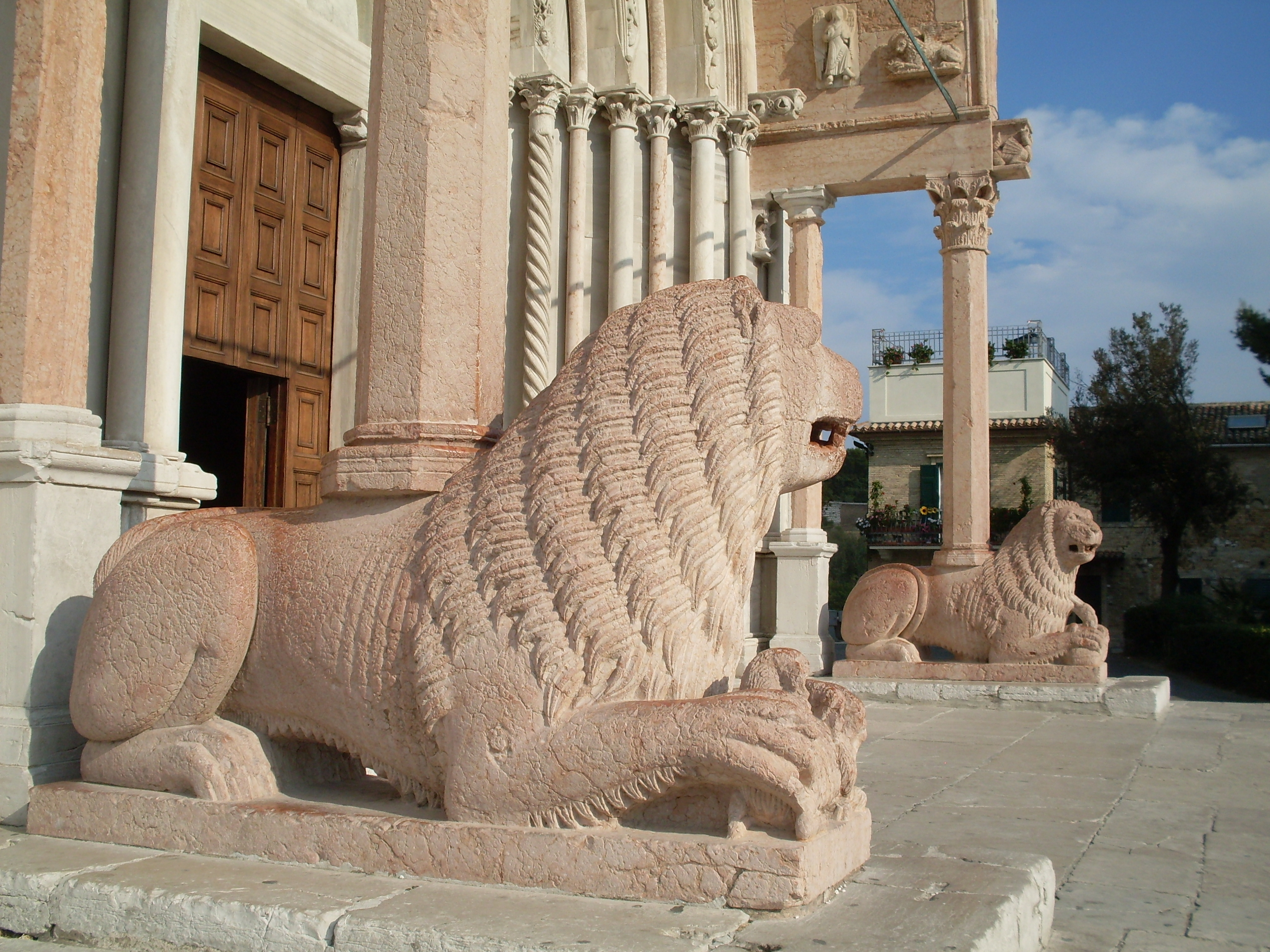
Statues de lions à l'entrée de la cathédrale.
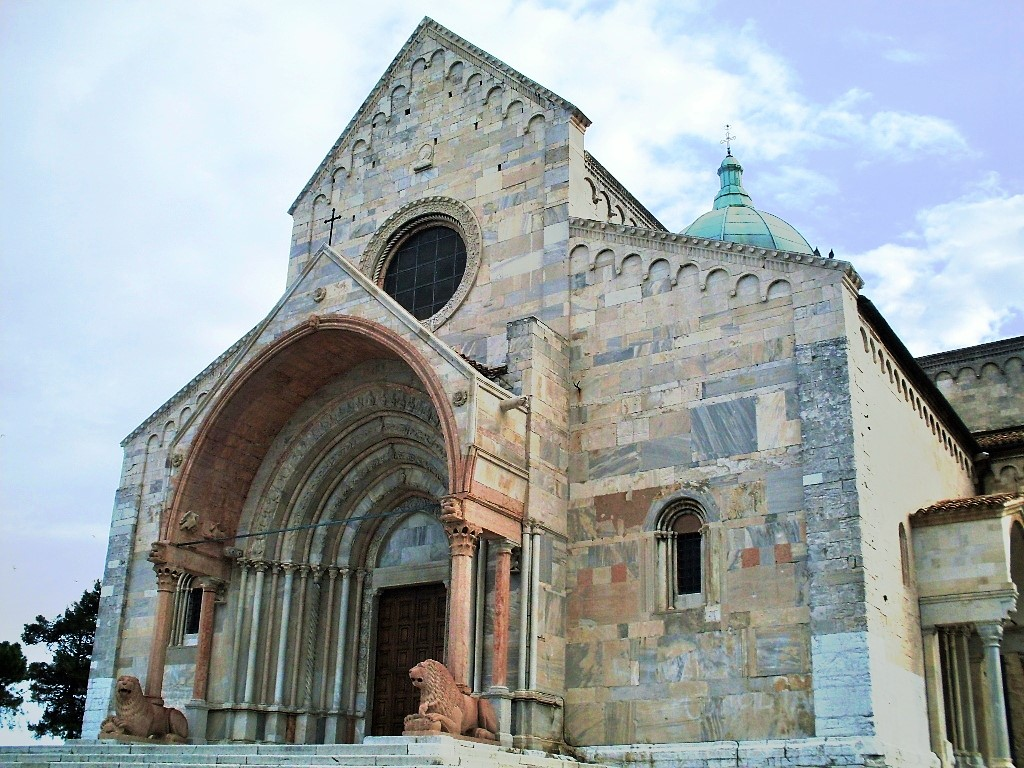
La façade.
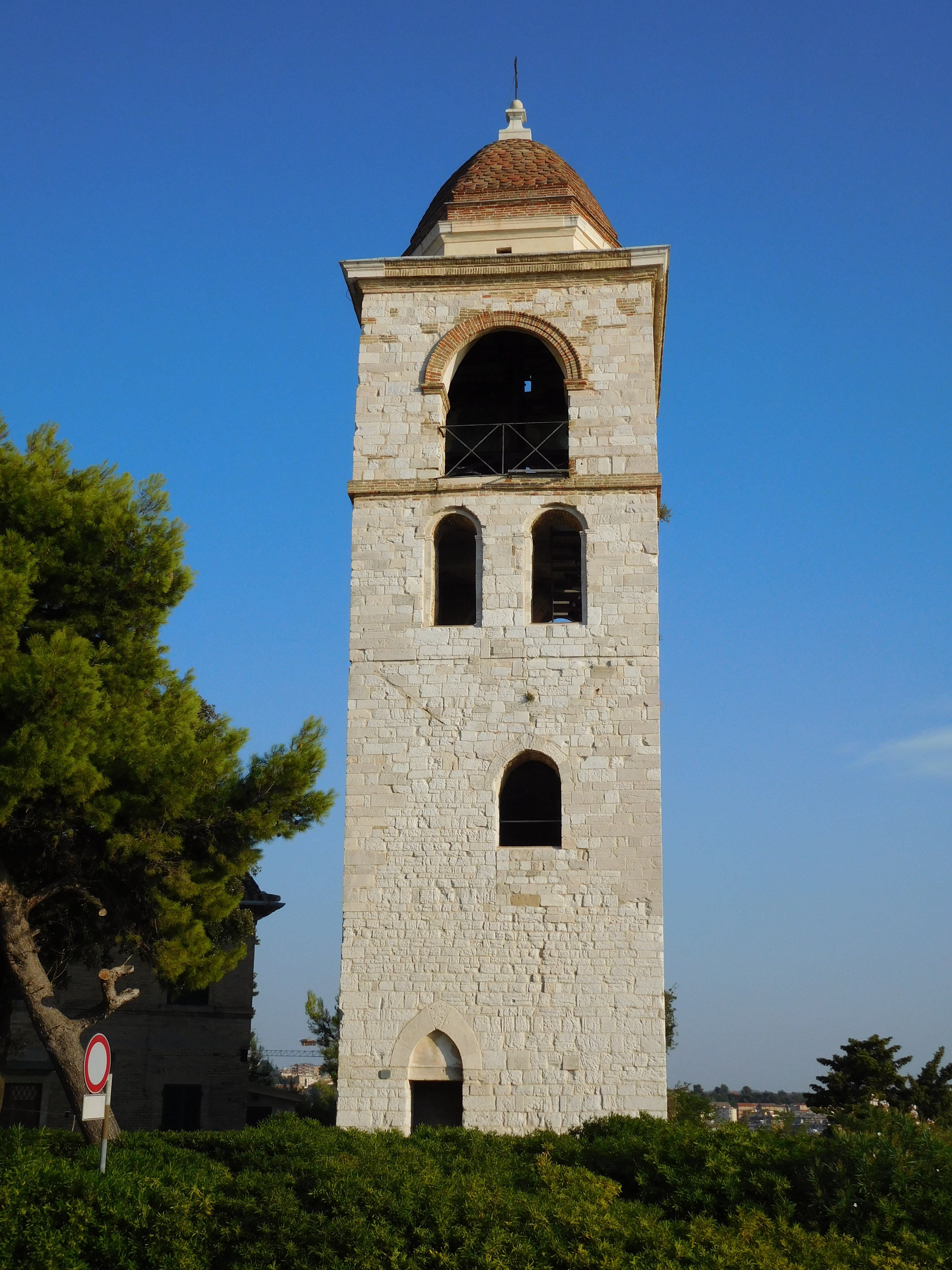
Le campanile.

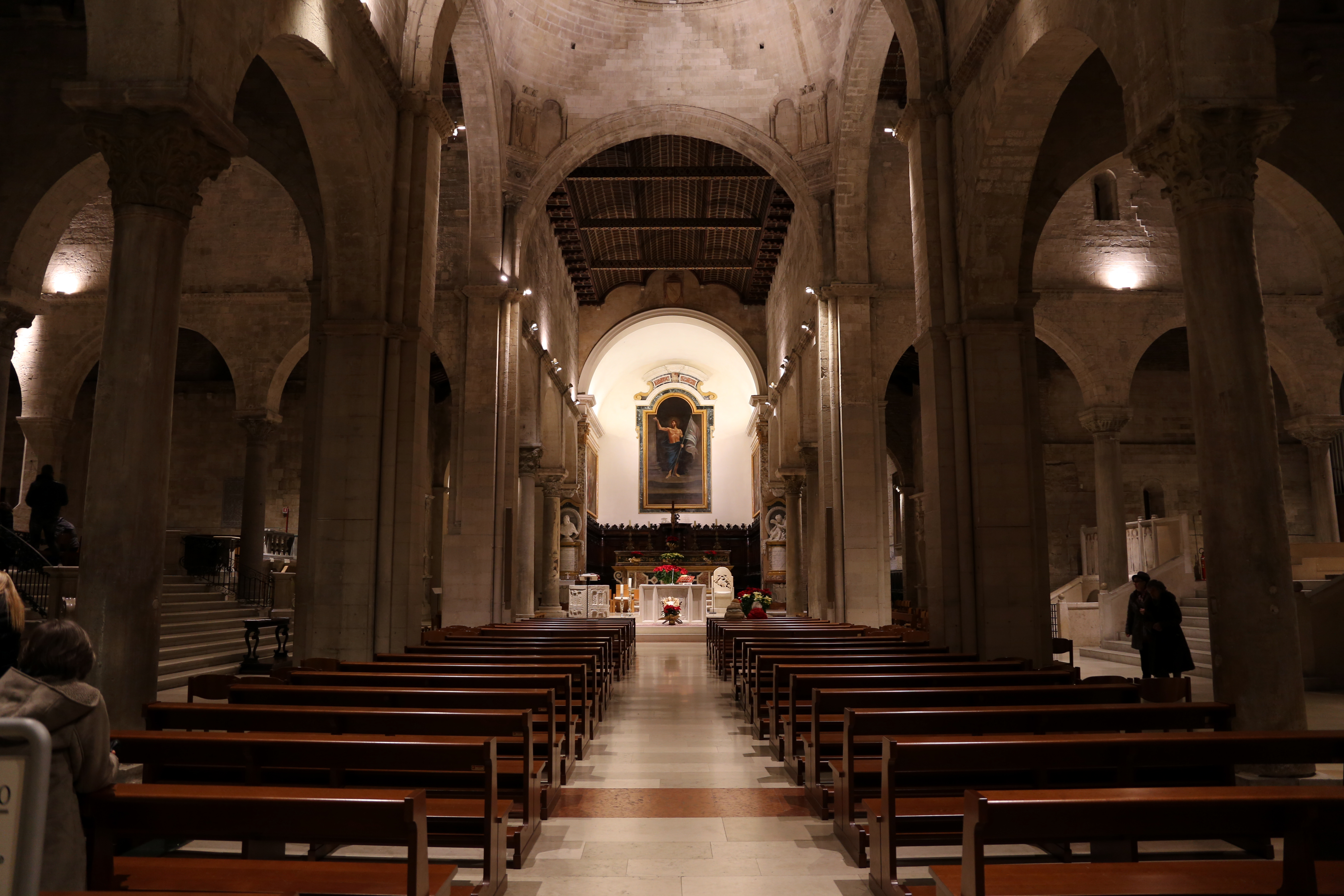
La nef.
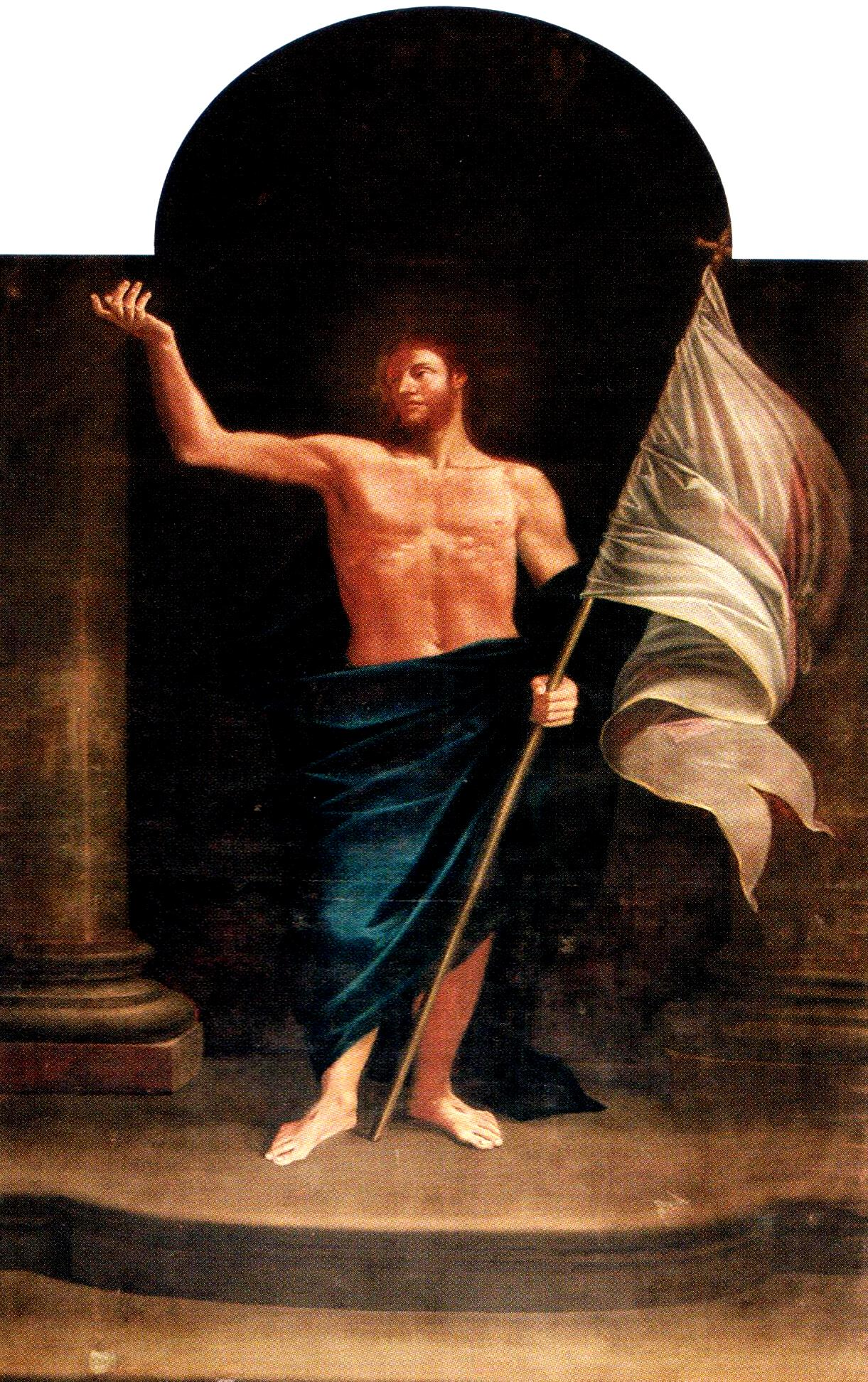
Le Christ ressuscité, peinture au maître-autel de Pietro Ercole Fava (it)

### Articles liés
- Cyriaque de Jérusalem
- Liste des cathédrales d'Italie
- Liste des cathédrales des Marches